# Hydrogamasellus antarcticus
Hydrogamasellus antarcticus är en spindeldjursart som först beskrevs av Trägårdh 1907.  Hydrogamasellus antarcticus ingår i släktet Hydrogamasellus och familjen Ologamasidae. Inga underarter finns listade i Catalogue of Life.